# Apple M1 Max
L'Apple M1 Max è un systems-on-chip (SoC) progettato da Apple Inc. per ambiente Mac e fa parte della serie di chip Apple Silicon.
Il chip è sviluppato sull'architettura ARM ed è prodotto da TSMC con un processo di produzione a 5 nm. È il secondo SoC della famiglia M1 ed è composto da CPU, GPU, NPU, ISP, I/O, Secure Enclave e una memoria unificata (UMA).
Presentato all'evento " Unleashed" del 18 ottobre 2021 insieme all'Apple M1 Pro, l'M1 Max viene montato su MacBook Pro 14" 2021, MacBook Pro 16" 2021 e Mac Studio 2022.
L'8 marzo 2022 è stato presentato il chip Apple M1 Ultra, la combinazione di due M1 Max in un unico packaging.

## Design

### CPU
Il chip M1 Max utilizza il design "ARM big.LITTLE" con 8 core "Firestorm" dedicati alle alte prestazioni (con un clock a 3228 MHz) e 2 core "Icestorm" incentrati sull'efficienza energetica (con un clock a 2064 MHz), fornendo un totale di 10 core.
Gli otto core ad alte prestazioni sono suddivisi in due cluster. Ogni cluster ad alte prestazioni condivide 12MB di cache L2, mentre i due core ad alta efficienza condividono 4MB di cache L2. A livello di sistema la CPU è dotata di 24MB di cache (SLC).

### GPU
L'M1 Pro integra un'unità di elaborazione grafica (GPU) fino a 32 core progettata da Apple. Ogni core GPU è diviso in 16 Execution Units, ciascuna delle quali contiene otto Unità aritmetiche e logiche (ALU). In totale, la GPU contiene fino a 512 execution units (o 4096 ALU), ciascuna delle quali ha un massimo di 10.4 TFLOPs.

### NPU
Il SoC è inoltre dotato di una Unità di Processo Neurale (NPU) denominata "Neural Engine" a 16 core.

### SoC
L'M1 Max ha tre controlli Thunderbolt 4, e due media engine che supportano l'encoding e il decoding ProRes.

### Memoria
Il chip M1 Pro possiede un'architettura di memoria unificata, ciò significa che tutti i componenti, come la CPU e la GPU, condividono la stessa memoria RAM. In particolare l'M1 Max possiede una memoria SDRAM LPDDR5-6400 a 512-bit con 408GB/s di banda. Il chip è configurabile con una memoria da 32 o 64 GB.

### Altre caratteristiche
L'M1 Max supporta tre display 6K a 60Hz tramite Thunderbolt e un monitor 4K tramite HDMI 2.0.

## Prodotti con M1 Max
- MacBook Pro (14" e 16", 2021)
- Mac Studio (2022)